# Charles-François Delacroix
Charles-François Delacroix de Contaut (Givry-en-Argonne, 15 aprile 1741 – Bordeaux, 26 ottobre 1805) è stato un politico e diplomatico francese.

## Biografia
Delacroix fu segretario di Turgot, poi avvocato. Eletto deputato della Marna alla Convention il 3 settembre 1792, si pronuncia per la condanna a morte di Luigi XVI al suo Processo. Eletto al Consiglio degli Anziani sotto il Direttorio, è nominato Ministro degli esteri il 5 novembre 1795. Viene sostituito da Talleyrand il 16 luglio 1797. È poi inviato come ambasciatore nella Repubblica Batava fino al 1798.
Nel 1800, schierato con Bonaparte, diventa Prefetto del Dipartimento delle Bocche del Rodano poi del dipartimento della Gironda (1803-1805).
È padre di Charles-Henri Delacroix (1779-1845), generale dell'Impero, e del pittore Eugène Delacroix (1798-1863). Secondo alcuni storici, come Jean Orieux, Eugène Delacroix avrebbe avuto come padre biologico Talleyrand; uno dei principali argomenti a sostegno di questa tesi era che Charles-François Delacroix era affetto da un'escrescenza che gli impediva di procreare e con i mezzi dell'epoca non poteva essere curato efficacemente.